# Paumakua de Maui
Paumakua-a-Huanuiʻikalailai de Maui (langue hawaïenne: Paumakua-a-Huanuiʻikalailai o Maui) était roi de Maui (île hawaïenne). Son titre était Aliʻi Nui o Maui.
Son pedigree est dans l'épopée Kumulipo. Il était l'ancêtre des rois de Maui.
Son père était Huanuiʻikalailai, et sa mère était Kapola (Kapoea).
Paumakua épousé sa sœur Manokalililani, et leur fils était Haho de Maui.